# Wij zijn wegwerpkinderen
Wij zijn wegwerpkinderen is een jeugdboek geschreven in 1980 door de Nederlandse auteur Thea Beckman.

## Het verhaal
Het verhaal gaat over Yvonne die samen met haar broertjes in een weeshuis woont. Als Yvonne erachter komt dat ze helemaal geen wees is, komt ze in actie. Ze probeert contact te zoeken met haar ouders. Als ze haar moeder heeft gevonden, wil ze ook haar vader gaan zoeken. Maar als haar familie (die haar en haar broertjes niet wilden/konden opnemen en verzorgen) haar dat verbiedt, vindt ze het raar worden. Ze wil weten waarom ze geen foto's hebben van haar vader en waarom iedereen zo geheimzinnig over hem doet. Langzaam komt ze achter het geheim van de familie.